# Hampus Nyström
Hampus Nyström, född 2 juli 1993, är en svensk barnskådespelare.
Han hade huvudrollen som Ulf i filmen Percy, Buffalo Bill & jag. 
Året därpå spelade han rollen Leo Everdag i filmen "Beck – Skarpt läge".

## Filmografi
- 2005 – Percy, Buffalo Bill och jag
- 2006 – Beck – Skarpt läge